# Пелайо
Пела́йо (ісп. Pelayo), або Пела́гій (лат. Pelagius; бл. 685—737) — перший король Астурії (718—737), засновник Астурійського королівства. Син герцога Фавіли Кантабрійського, небіж вестготського короля Родеріха. Служив в Толедо меченосцем вестготських королів Вітіци та Родеріха. За правління Вітіци вигнаний з Толедо. Після мусульманського завоювання Іспанії прибув до Астурії, очолив християнський визвольний рух. 718 року обраний королем Астурії в горах Пікос-де-Европа. Заклав столицю в Кангасі. Здобув перемогу при Ковадонзі над мусульманами (722). Помер в астурійській столиці, похований в церкві святого Евлалія. Був одружений із Гаудіосою. Мав двох дітей — сина Фавілу, другого астурійського короля, та доньку Ермесенду, дружину третього астурійського короля Альфонсо I. Діяння описані в «Хроніці Альфонсо III».

## Біографія

### Молоді роки
Походив зі знатного роду. Син Фавіли, герцога Кантабрії (за іншою версією Галіції) та онук короля Гіндасвінта. Він був двоюрідним братом Родеріха, останнього короля вестготів. Його батька стратили в Толедо за наказом короля Вітіци. Щоб врятуватися, Пелайо втік до Астурії, а потім вирушив на прощу до Єрусалима. Повернувся до королівства лише після смерті Вітіци. Тут отримав посаду графа.
У битві при Гвадалете в 711 році, коли загинув Родеріх і впало Вестготське королівство, Пелайо був одним з очільників охорони короля. Він зумів врятуватися, відступивши до Толедо. 714 року втік на північ, у важкодоступні Кантабрійські гори.
Незабаром навколо Пелайо у містечку Лукус Аструм стали збиратися залишки старої знаті і єпископи, які втекли від маврів. Під захистом гір, серед ущелин і печер, дуже зручних для оборони, вони мали намір дати відсіч завойовникам. Втім маври зайняли практично усю Астурію, Кантабрію та Галецію (Галісію). На деякий час Пелайо визнав зверхність арабів, отримавши від намісника Мунузи у володіння родинні землі. Втім він використав час задля підготовки боротьби, яку згодом розпочав.

### Король
Повідомлення про загибель Родеріха змусило їх подумати про необхідність обрати наступника, який повинен був керувати їхніми військовими діями, і вони зупинили свій вибір на Пелайо. Його спочатку було обрано намісником держави. Пелайо відступив у передгір'я Пікос-де-Европа. Звідси очолив повстання проти Мунуси, арабського намісника в Північних Піренеях.
У 717 році Пелайо потрапив у полон, але зумів утекти й повернувся в гори Астурії. У 718 році соратники обрали його королем згідно з вестготськими звичаями. Спочатку королівство Пелайо було зовсім невеликим, радше ілюзорним, ніж реальним. Його столицею було невелике містечко Кангас-де-Оніс. Для зміцнення становища видав доньку за сина Педро, герцога Кантабрії.
У 722 році Пелайо в долині Ковадонга здобув значну перемогу, коли було розбите військо арабів на чолі із Алькамою (він загинув). Після неї араби пішли з північно-східної Астурії. Це поклало початок Реконкісті. Протягом усього життя Пелайо з успіхом відбивав набіги маврів і зумів розширити свої володіння, зайнявши, крім Астурії, сусідню Кантабрію, низку приморських областей басків.
Помер у 737 році, а владу успадкував його син Фавіла.

## Сім'я
- Дружина — Гаудіоса
- Діти:
  - Фавіла (?—739) — король Астурії (737—739).
  - Ермесінда, дружина Альфонсо I у 739—757 роках

## Портрети

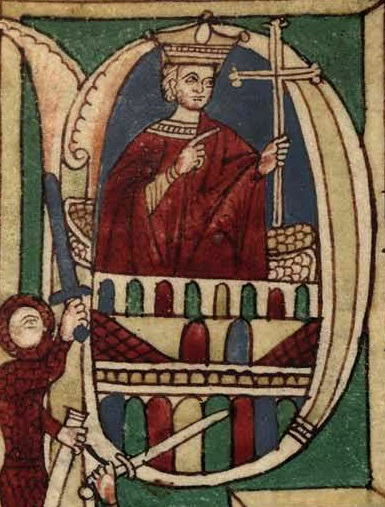
Пелагій «Corpus Pelagianum», XI ст.
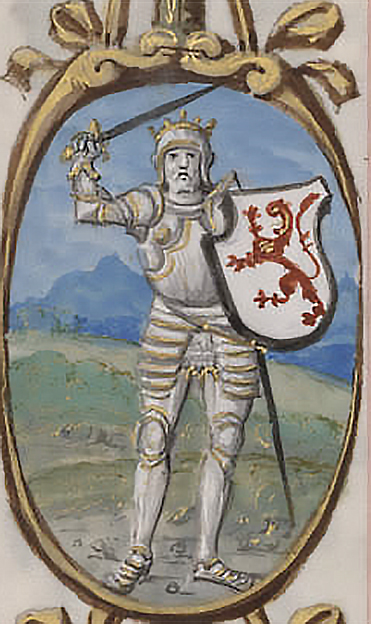
Пелагій «Liber Genealogiae Regum Hispaniae», XV ст.
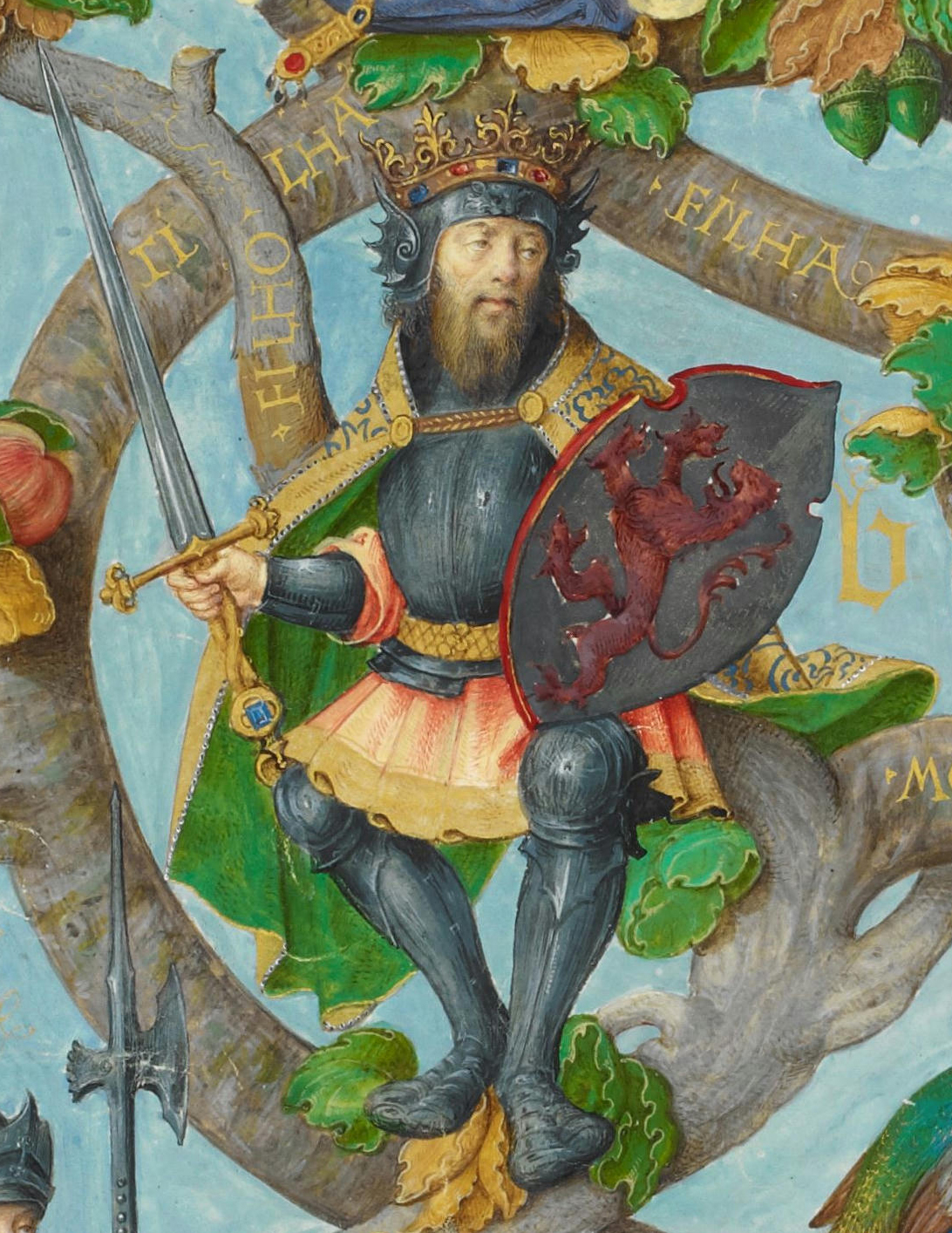
Пелагій «Генеалогія королів Португалії», 1530—1534
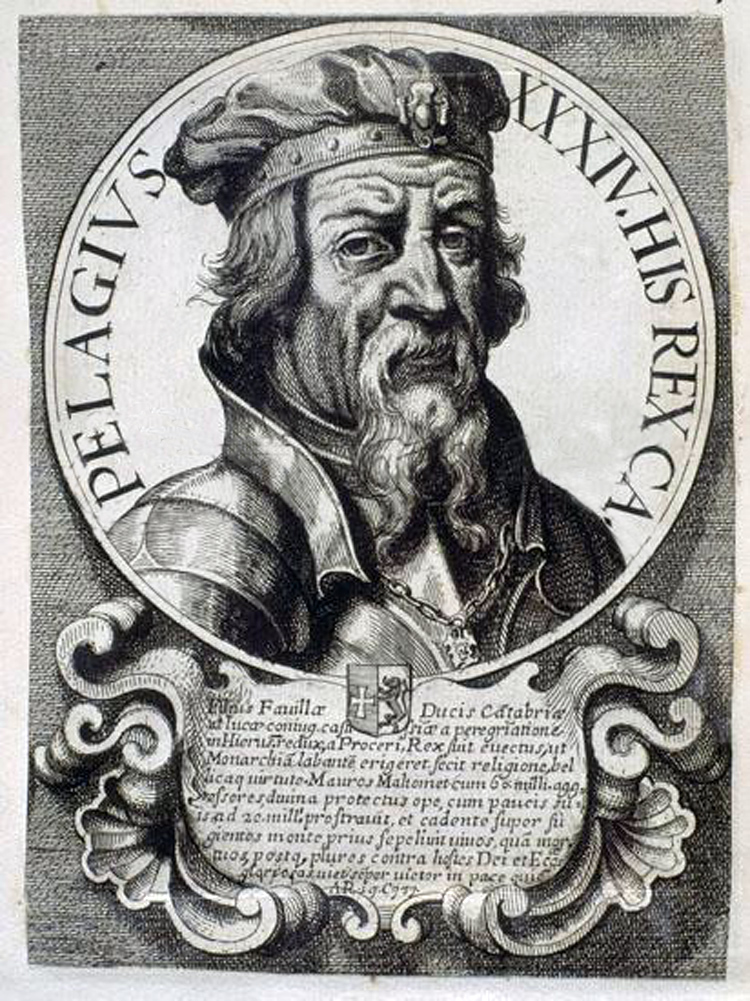
Пелагій невідомий художник, XVII ст.
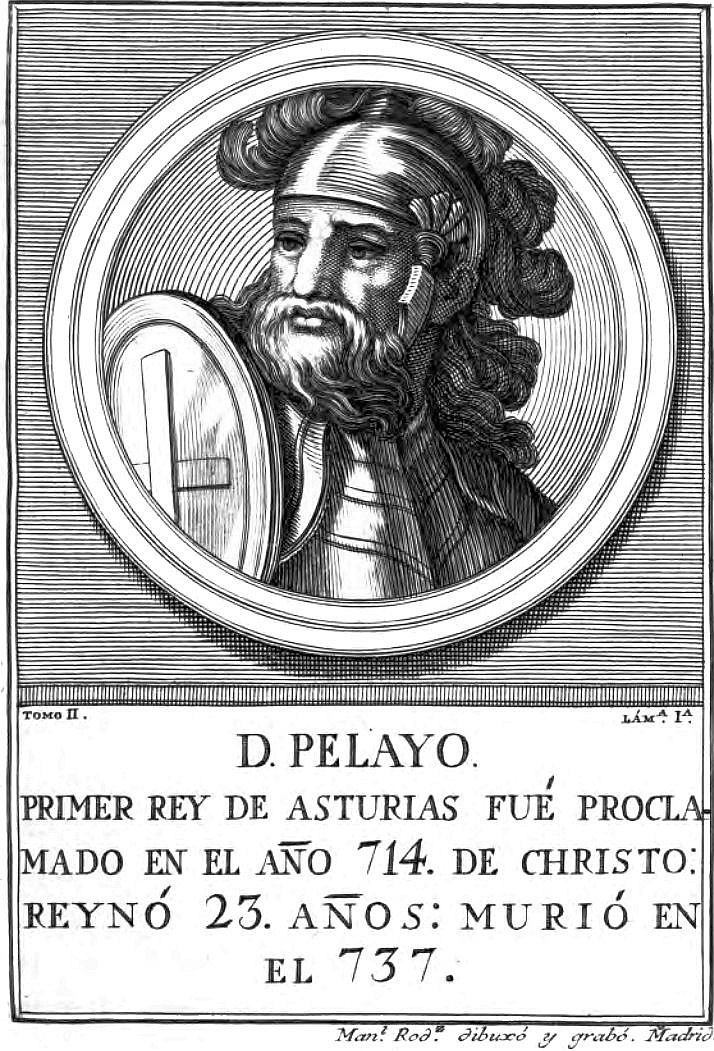
Пелагій невідомий художник, 1788
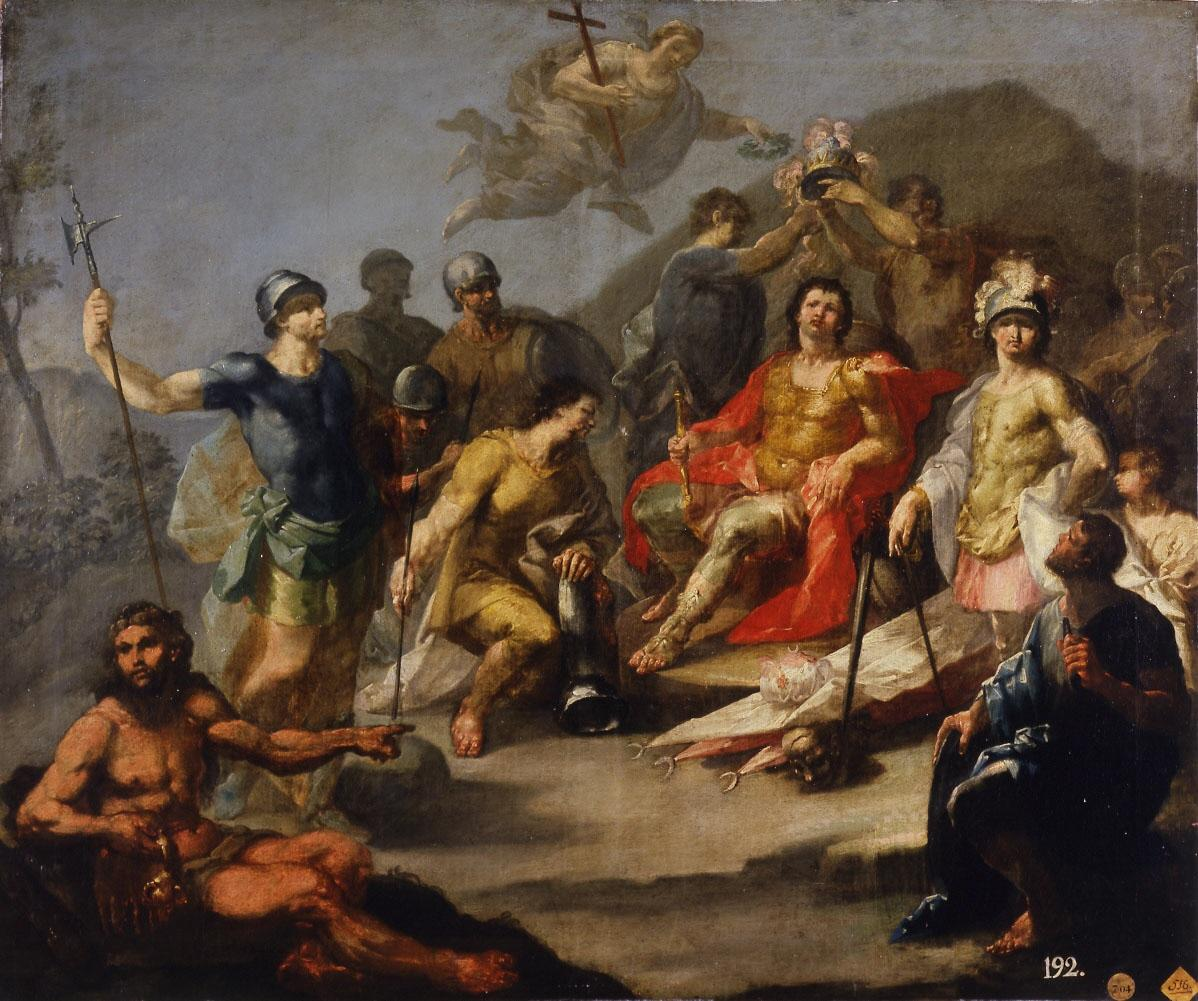
Проголошення Пелагія королем Франсиско Казанова, 1753
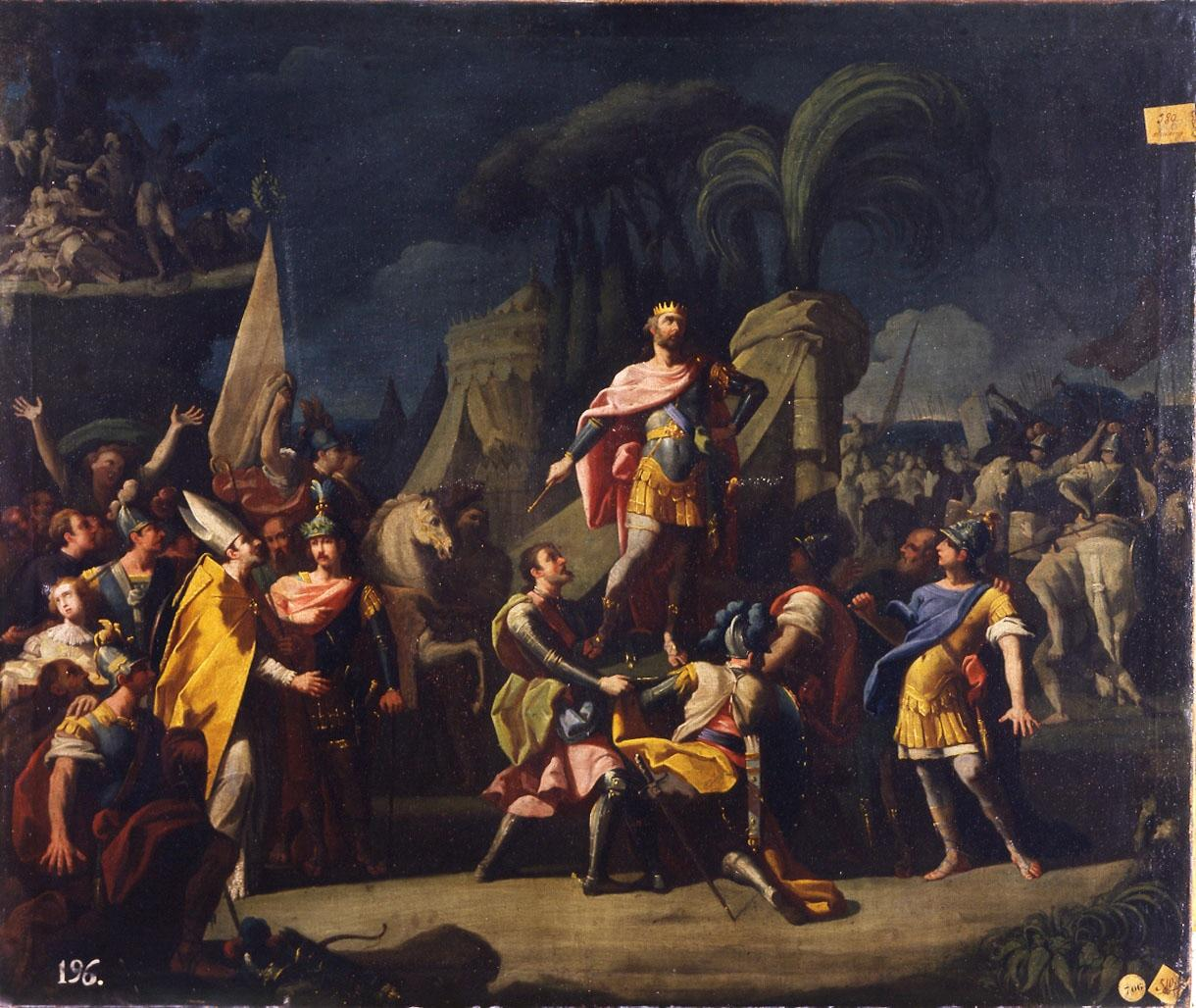
Король Пелагій при Ковадонзі Луїс де Мадрацо, 1855
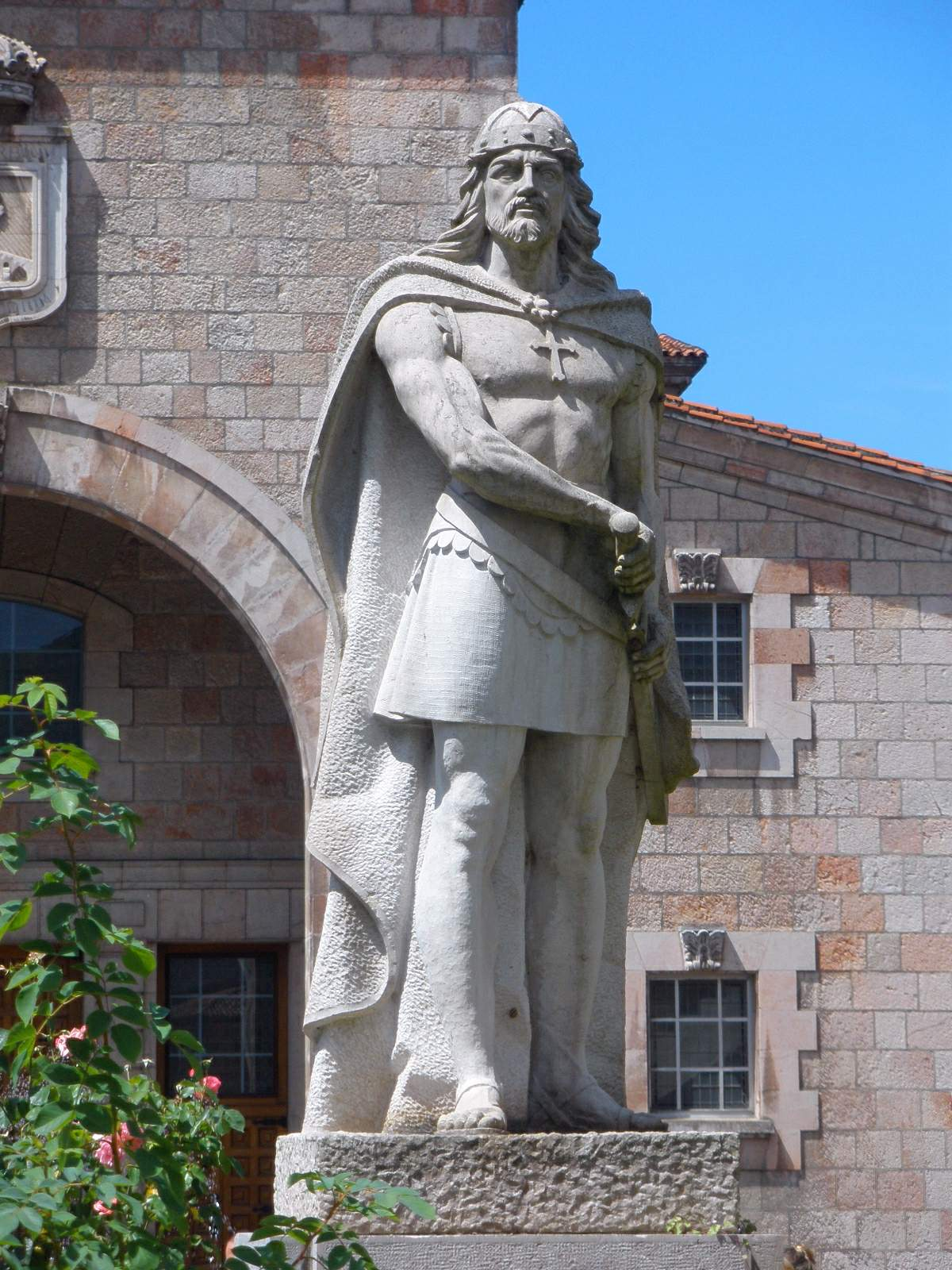
Пам'ятник у Кангас-де-Онісі
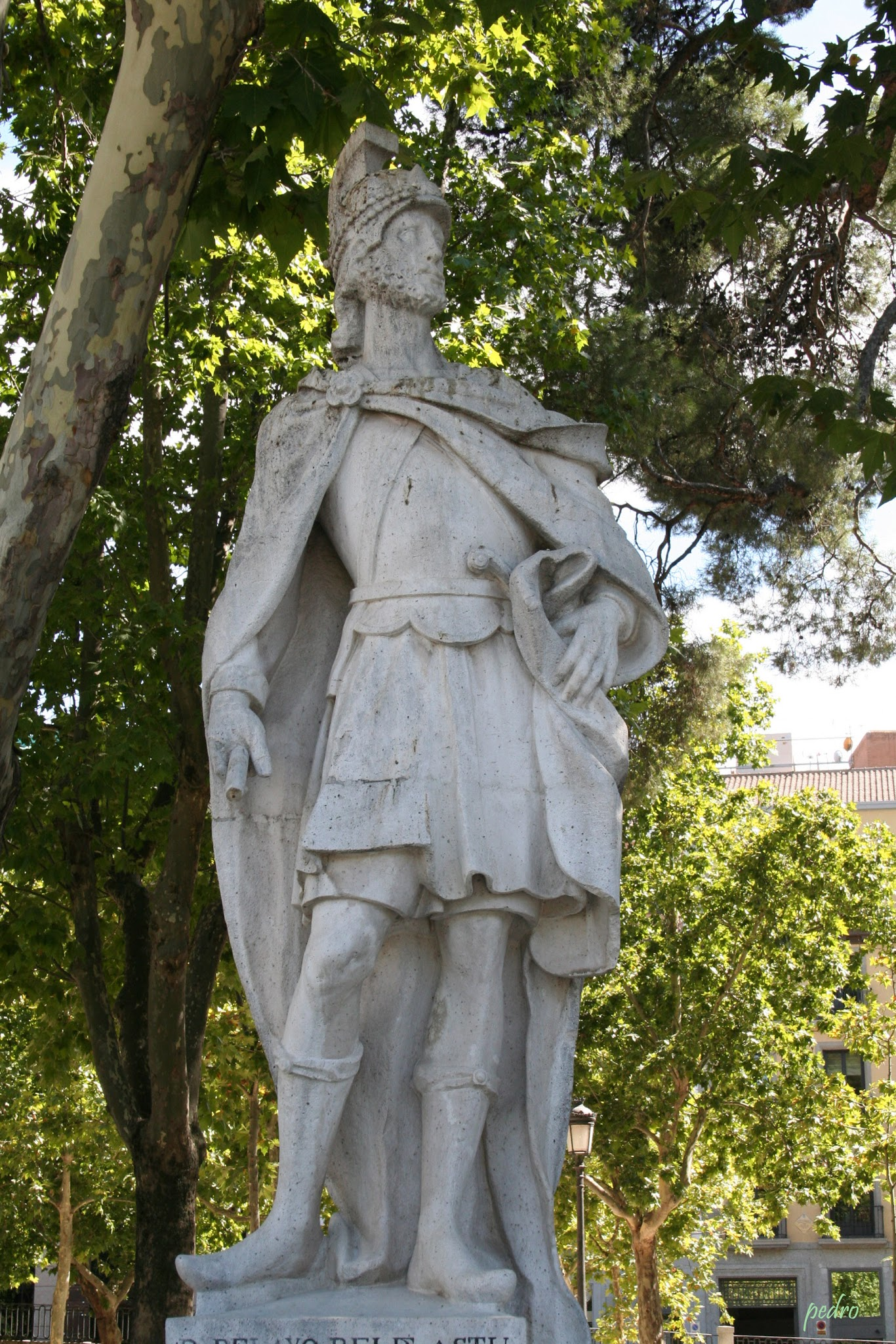
Пам'ятник у Мадриді
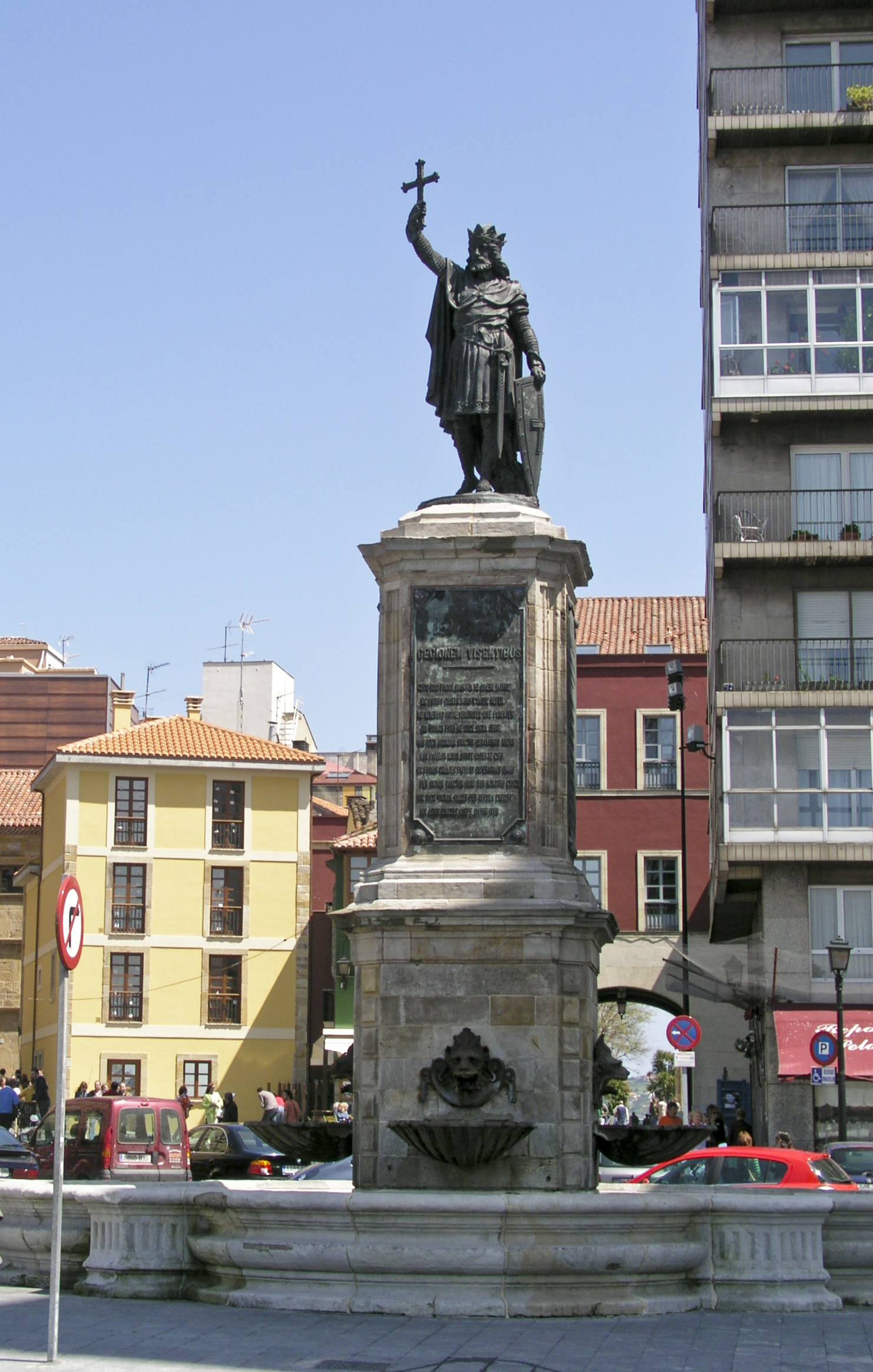
Пам'ятник у Хіхоні
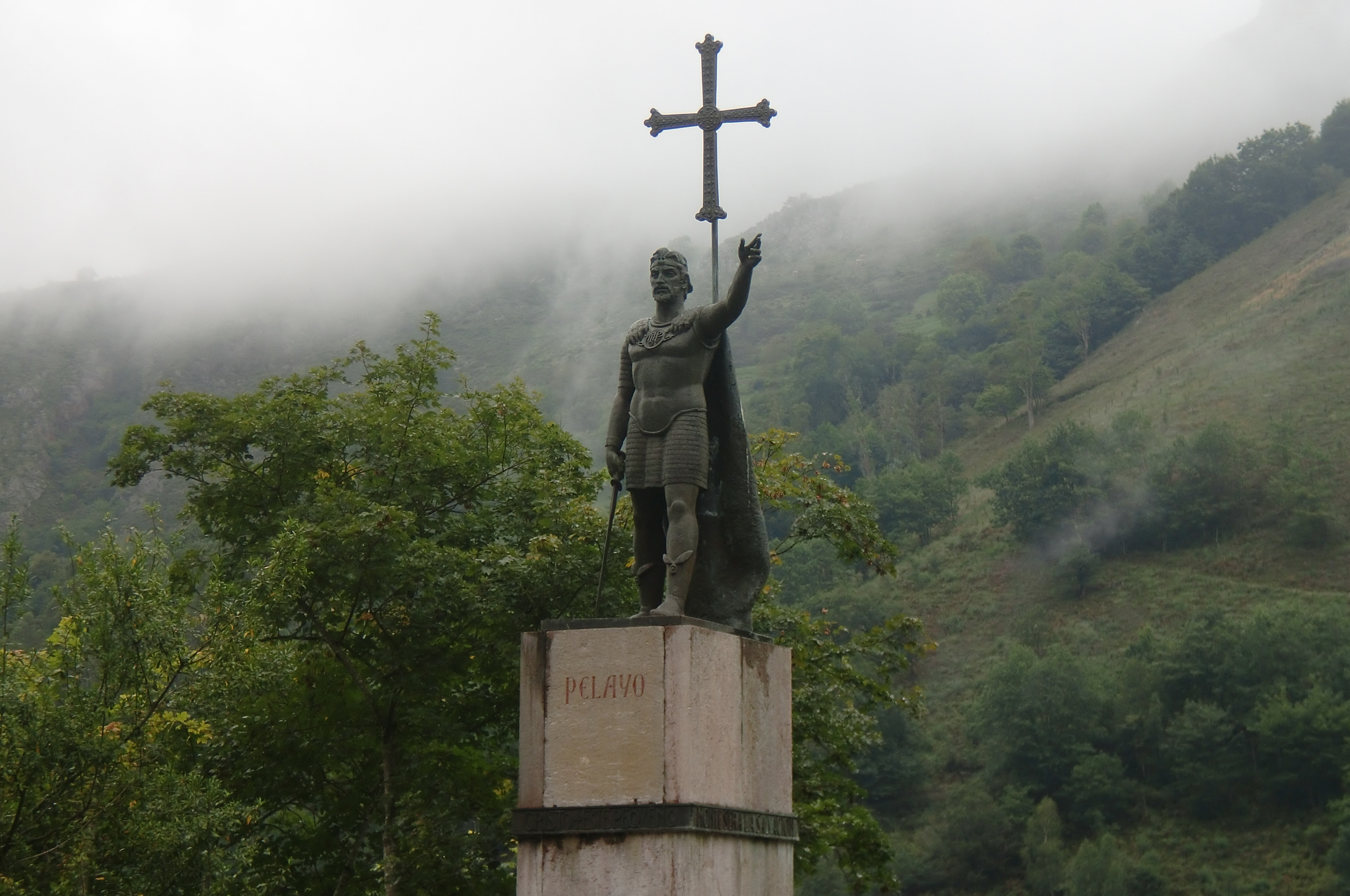
Пам'ятник у Ковадонзі